# Suzanne Tourte
Pour les articles homonymes, voir Suzanne et Tourte.
Suzanne Tourte, née le 16 décembre 1904 à Cormontreuil (Marne) et morte à Argenteuil le 18 avril 1979, est une artiste peintre et lithographe française.

## Biographie
Elle s'installe à Paris en 1924, où elle évolue dans le monde artistique et littéraire. André Maurois, Hervé Bazin, Paul Guth, Armand Lanoux, Louise de Vilmorin, Robert Mallet, Paul Fort ont cultivé son amitié et chanté ses louanges. Au début du XXe siècle où les concepts fondamentaux de l'art sont remis en cause, Suzanne Tourte assista à une concurrence sans retenue entre les artistes qui sont à la recherche de nouvelles voies d'expression : audace du fauvisme, affirmation du cubisme, naissance de l'abstraction, agressivité de l'expressionnisme et tant d'autres, puis le « retour à l'ordre » à la Seconde Guerre mondiale.
Au cœur de cette tourmente, Suzanne Tourte a su créer son propre univers. Ses œuvres de jeunesse sont franchement figuratives. Elle évolua ensuite vers une période dite « à enroulements » où le modelé de ses personnages est cerné d'un trait. Mais c'est vers les années 1950 que, sa peinture atteignant la pleine maturité de son art, elle donna le meilleur d'elle-même. Cette œuvre très personnelle, la plus construite, correspond à la période dite géométrisée. Une période dite « sereine » lui succéda.
Son exécuteur testamentaire était Jean Perrin. 
Elle est inhumée à Cormontreuil.

## Repères chronologiques
- 1904 : naissance de Suzanne Tourte à Cormontreuil (Marne).
- 1917-1919 : réfugiée à Paris.
- 1920-1925 : études au conservatoire et aux Beaux-Arts de Reims.
- 1926-1930 : études à l'École nationale supérieure des arts décoratifs et à l'École des beaux-arts de Paris. Domiciliée rue de Turbigo à Paris.
- 1932 : prix Blumenthal de gravure.
- 1934 : voyage en Allemagne. Domiciliée avenue du Général-Michel-Bizot à Paris jusqu'en 1942.
- 1935 : voyage en Slovaquie.
- 1938 : voyage en Pologne.

### Période dite « lyrique »
- 1940 : dès cette date, Suzanne Tourte signe « X. Suzanne Tourte », en souvenir de son ami Xavier.
- 1942 : domiciliée rue de l'Église à Paris.
- 1946 : travaille à la création de fresques à la chapelle de Langogne.

### Période dite d'« enroulements »

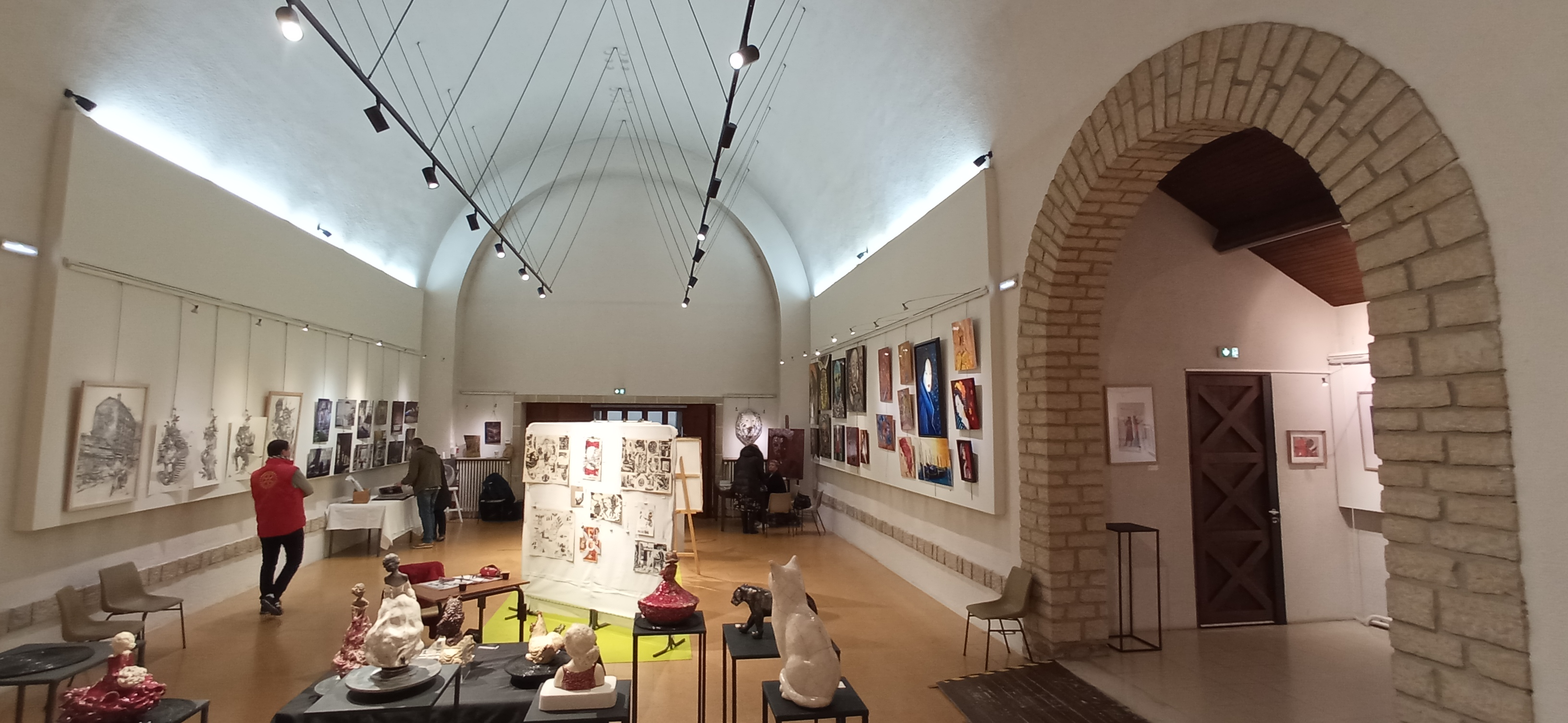
La salle Tourte de Cormontreuil.

### À partir de 1954: période dite « sereine »
- 1965 : s'installe au 6 rue Clairaut à Paris.
- 1979 : dernière exposition à la galerie du Nouvel Essor à Paris.
- 1979 : elle quitte son domicile en février, meurt à Argenteuil le 18 avril, et est inhumée à Cormontreuil.
- 1985-1986 : vente de l'atelier de Suzanne Tourte à l'hôtel Drouot à Paris.